# Wheeleria
Wheeleria is een geslacht van vlinders van de familie vedermotten (Pterophoridae).

## Soorten
- W. ivae (Kasy, 1960)
- W. lyrae (Arenberger, 1983)
- W. obsoletus (Zeller, 1841)
- W. phlomidis (Staudinger, 1871)
- W. raphiodactyla (Rebel, 1901)
- W. spilodactylus - Malrovevedermot (Curtis, 1827)